# Monthault
Monthault település Franciaországban, Ille-et-Vilaine megyében. Lakosainak száma 250 fő (2022. január 1.). Monthault Louvigné-du-Désert, Mellé, Saint-Georges-de-Reintembault, Saint-Brice-de-Landelles és Saint-Hilaire-du-Harcouët községekkel határos.

## Népesség
A település népességének változása:
| Lakosok száma | 452  | 338  | 293  | 249  | 264  | 271  | 265  | 250  | 248  | 250  |
|               | 1968 | 1982 | 1990 | 2006 | 2013 | 2015 | 2017 | 2019 | 2020 | 2022 |